# Mary Rutherfurd Jay

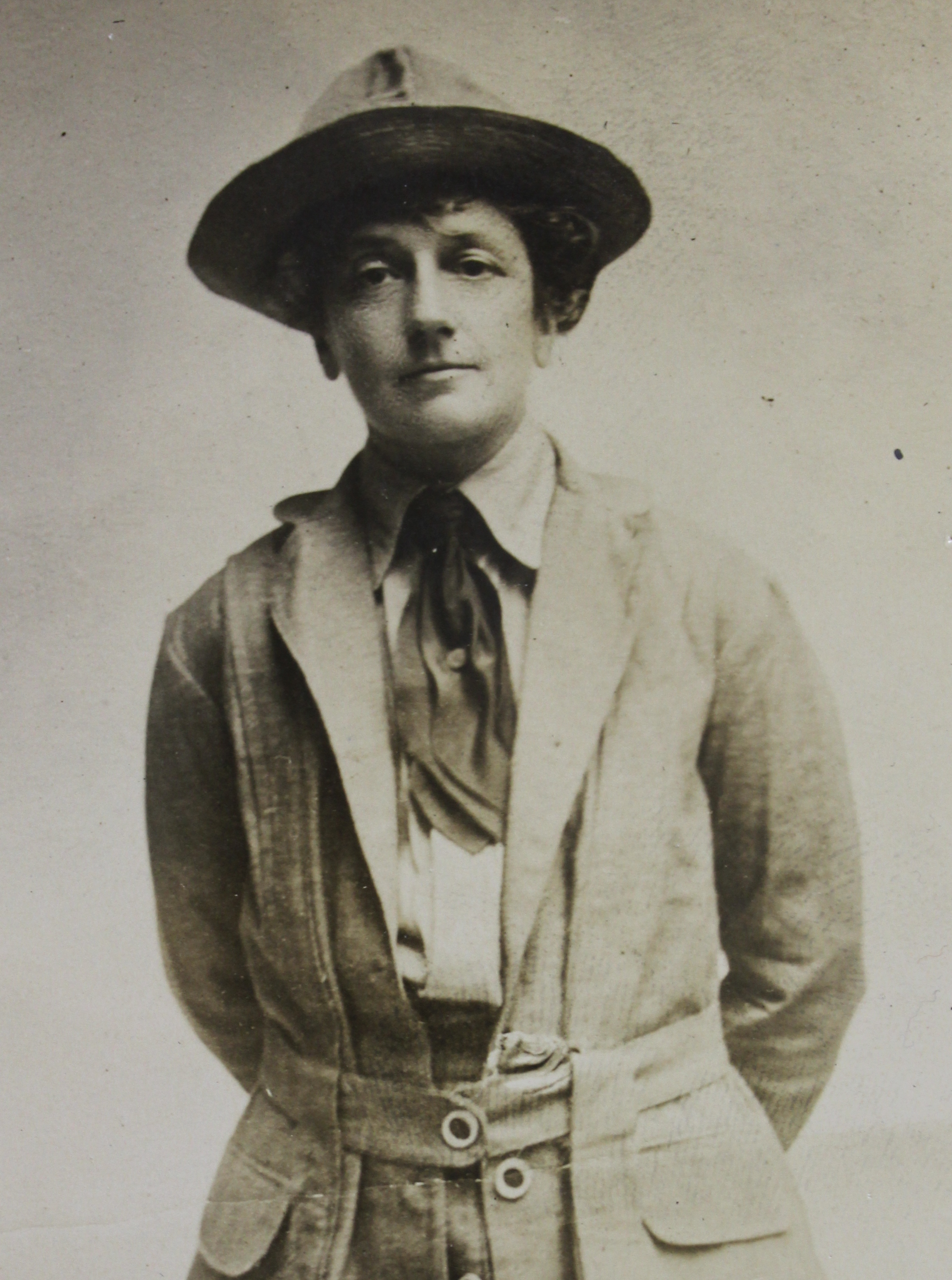
Mary Rutherfurd Jay, 30. August 1918

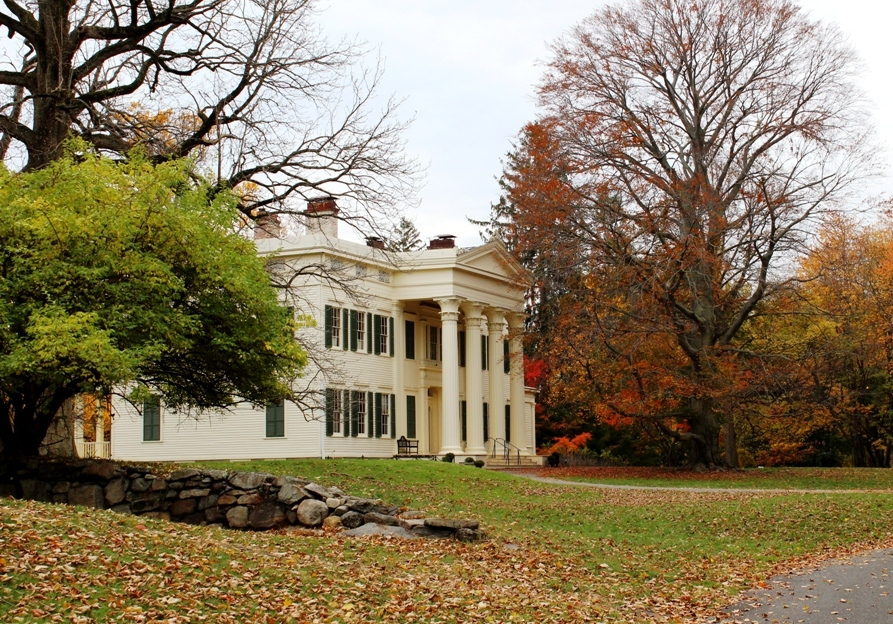
Jay Estate in Rye, NY, 2014

Mary Rutherfurd Jay (16. August 1872 in Fair Haven, Connecticut; † 4. Oktober 1953 in Manhattan, New York City) war eine der frühesten US-amerikanischen Landschaftsarchitektinnen. Sie war eine Verfechterin einer gartenbaulichen Ausbildung und Karriere von Frauen. Jay war eine Ur-Ur-Enkelin des amerikanischen Gründervaters John Jay. Sie wuchs in Rye, Westchester County, umgeben von den Gärten ihres Elternhauses auf dem Jay Estate mit Blick auf den Long Island Sound auf. Ihre Ausbildung wurde durch Reisen mit ihrer Mutter ins Ausland und im Inland durch Kurse in Design und Gartenbau am Massachusetts Institute of Technology (MIT) und am Bussey Institute in Forest Hills, Massachusetts, gefördert.

## Gärten (1907–1929)
Jays erster Auftrag war im Jahr 1907 ein Plaisance oder Lustgarten für das Haus ihrer Schwester Laura Jay Wells im Stadtteil Round Hill von Greenwich, Connecticut.

“From this modest but well-measured beginning, her portfolio grew to more than 50 articulated projects for private residences all along the East Coast. Her projects varied widely in composition and plant material and demonstrated a comprehensive knowledge of English, French, Dutch, Indian, Italian, Turkish and Japanese design. With great facility, she learned the horticultural and architectural vocabulary of the grand estates of Europe and Asia – pleached allees of trees, plaisances, pergolas, moongates, parterres, rock gardens, pools and teahouses – and adapted these distinctive landscape elements to American gardens and soil conditions.”

„Von diesem bescheidenen, aber wohldurchdachten Anfang wuchs ihr Portfolio auf mehr als 50 gegliederte Projekte für Privathäuser an der gesamten Ostküste. Ihre Projekte variierten in Bezug auf die Zusammensetzung und das Pflanzenmaterial stark und zeigten ein umfassendes Wissen über englisches, französisches, niederländisches, indisches, italienisches, türkisches und japanisches Design. Mit großer Leichtigkeit erlernte sie das gärtnerische und architektonische Vokabular der großen Anwesen in Europa und Asien - Baumalleen, Plaisances, Pergolen, Moongates, Parterres, Steingärten, Pools und Teehäuser - und passte diese charakteristischen Landschaftselemente an amerikanische Gärten und Bodenverhältnisse an.“

Als begeisterte Schülerin des französischen Planers von Versailles, André Le Nôtre, bezeichnete sich Jay selbst als „Gartenarchitektin“. Sie teilte ihr Wissen frei mit anderen in Vorträgen in Privathäusern und in Beiträgen in Zeitschriften mit hohen Auflagen wie House Beautiful und House & Garden oder auch Nischenzeitschriften wie The Touchstone.
Ihre Pläne entstanden für Freunde und Kunden, darunter so namhafte Persönlichkeiten wie der New Yorker Architekt, Historiker und Sozialreformer Isaac Newton Phelps Stokes, Autor der monumentalen Serie The Iconography of Manhattan Island; die Familien der Finanziers William Rockefeller Jr. und William Goodsell Rockefeller aus Greenwich, der Präsident von Remington Arms Samuel F. Pryor, der America’s-Cup-Schiffseigner C. Oliver Iselin oder der Reeder Henry R. Mallory. Bis 1926 hatte sie ihre eigenen Aufträge bis nach Palm Beach, Florida, und bis nach Manchester-by-the-Sea, Massachusetts, ausgedehnt. Sie arbeitete in einem der sehr wenigen von Frauen gemieteten Büros im Architects Building in der Park Avenue 101 in Manhattan; die anderen Mieterinnen waren die Landschaftsarchitektinnen Marian Cruger Coffin und Ruth Dean. Zu ihren Partnern gehörten namhafte Architekten wie Addison Mizner, J. Alden Twachtman oder Francis Keally; sie arbeitete mit Kollegen wie Martha Brookes Hutcheson zusammen.
Fünf Mal (1917, 1918, 1920, 1922, und 1929) stellte sie ihre eigenen Entwürfe auf der Ausstellung der Architectural League of New York aus. So häufig stellte keine andere Landschaftsarchitektin aus.
Jay war Mitglied im 1913 gegründeten Garden Club of America. Viele Mitglieder suchten Jays Expertise als Jurorin für Blumenschau-Wettbewerbe, als erfahrener Führerin für Reisen zu Gärten und als persönliche Designberaterin für ihre eigenen Anwesen. Als Fürsprecherin für die Ausbildung von Frauen in größerem Maßstab war Jay ein frühes Mitglied der Women’s Agricultural and Horticultural Association. Die Association war 1914 gegründet wurde, um Frauen, die an einer Karriere in ihrem Bereich interessiert waren, zu fördern und zu betreuen; daraus wurde später die Woman’s National Farm and Garden Association (WNFGA). Jay war auch im Vorstand der im Entstehen begriffenen Pennsylvania Horticulture School for Women tätig. Diese war Vorläuferin der heutigen Temple University Ambler. Jay arbeitete ehrenamtlich als Field Secretary, um mehr Menschen für die Schule zu interessieren und dringend benötigte Gelder zu beschaffen.

## Engagement im Ersten Weltkrieg
Als der Erste Weltkrieg zu Ende ging, teilte Jay alles, was sie über die regenerierende Wirkung von Gärten erfahren hatte. Sie wandte es an, indem sie mit dem Amerikanischen Roten Kreuz und dem Comité américain pour les régions dévastées, einem von ihrer Freundin Anne Tracy Morgan organisierten Freiwilligenorganisation, zusammenarbeitete. Zu Jays ursprünglichen Aufgaben gehörte die Aufsicht über eine landwirtschaftliche Einheit, die den Bewohnern von Dörfern wie Soissons im Departement Aisne helfen sollte, sich von den Zerstörungen des Ersten Weltkriegs zu erholen. Wegen feindlicher Aktivitäten in der Gegend wurde sie aber stattdessen nach Versailles geschickt, um mit verwundeten und von Granatsplittern getroffenen Soldaten im Garden Army Service arbeiten.

## Autorin und Dozentin
Die meisten von Jays Gartenprojekten wurden zwischen 1907 und den späten 1920er Jahren fertiggestellt. Nach dem Tod ihres Bruders John und ihrer Mutter Julia Post in den Jahren 1928 bzw. 1929 verlagerte sich ihr Schwerpunkt auf das Schreiben. 1931 stellte sie The Garden Handbook fertig, ein schmaler Band, der für den Gebrauch im Freien in kleinen Gärten wie großen Parks bestimmt ist. Er enthält Beschreibungen und Fotos historischer Gärten zum Nachschlagen sowie Listen mit Blütezeiten für verschiedene Arten von Blumen, Sträuchern und Bäumen. Jay war eine häufiger und sehr beliebte Rednerin im Garden Club of America sowie vor Gartenbaugesellschaften in ihrem Heimatland, den Vereinigten Staaten. Sie verwendete über 100 Bilder für eine Laterna-magica-Präsentation, um die Schönheit von Gärten zu veranschaulichen, die sie auf ihren Reisen rund um den Globus gesehen hatte. Mit einer offensichtlichen Leidenschaft für Kultur und Geschichte hob sie in ihren Vorträgen hervor, was in Kriegszeiten in fremden Ländern verloren gegangen war, betonte aber auch die Widerstandsfähigkeit von Landschaften und das Potenzial für das, was durch Pflege wiederhergestellt werden könnte.
Im selben Zeitraum zeichnete sie im Auftrag der Trustees des Jay Cemetery die genealogische Geschichte der Familie auf (The Jay Family, 1935), wobei sie die Ursprünge der Familie in La Rochelle, Frankreich, festhielt und ihre Verbindungen zu anderen frühen New Yorker Familien durch Heirat visuell illustrierte.

## Nachleben
Jay starb 1953 in New York. Ihre Diasammlung wurde posthum ihrer entfernten Cousine und Landschaftsarchitektin Beatrix Jones Farrand und der Reef Point Library in Maine geschenkt. Die Jay collection wurde letztlich in die Archive der University of California, Berkeley gegeben, wo sie zu Studienzwecken zugänglich sind. Die Familiengärten, die sie dazu inspirierten, Landschaftsarchitektin zu werden, wurden 2015 restauriert und sind öffentlich zugänglich.
Das Jay Estate in Rye ist das Kernstück des Boston Post Road Historic District, 1993 aufgenommen als National Historic Landmark. Jay Estate und sein Garten ist Teil der Hudson River Valley National Heritage Area. Das Anwesen ist seit 2013 Teil des New York State’s Path Through History.
Das Jay Heritage Center veranstaltete 2015–2016 eine Ausstellung für Mary Rutherfurd Jay.